# Grand Palais Éphémère

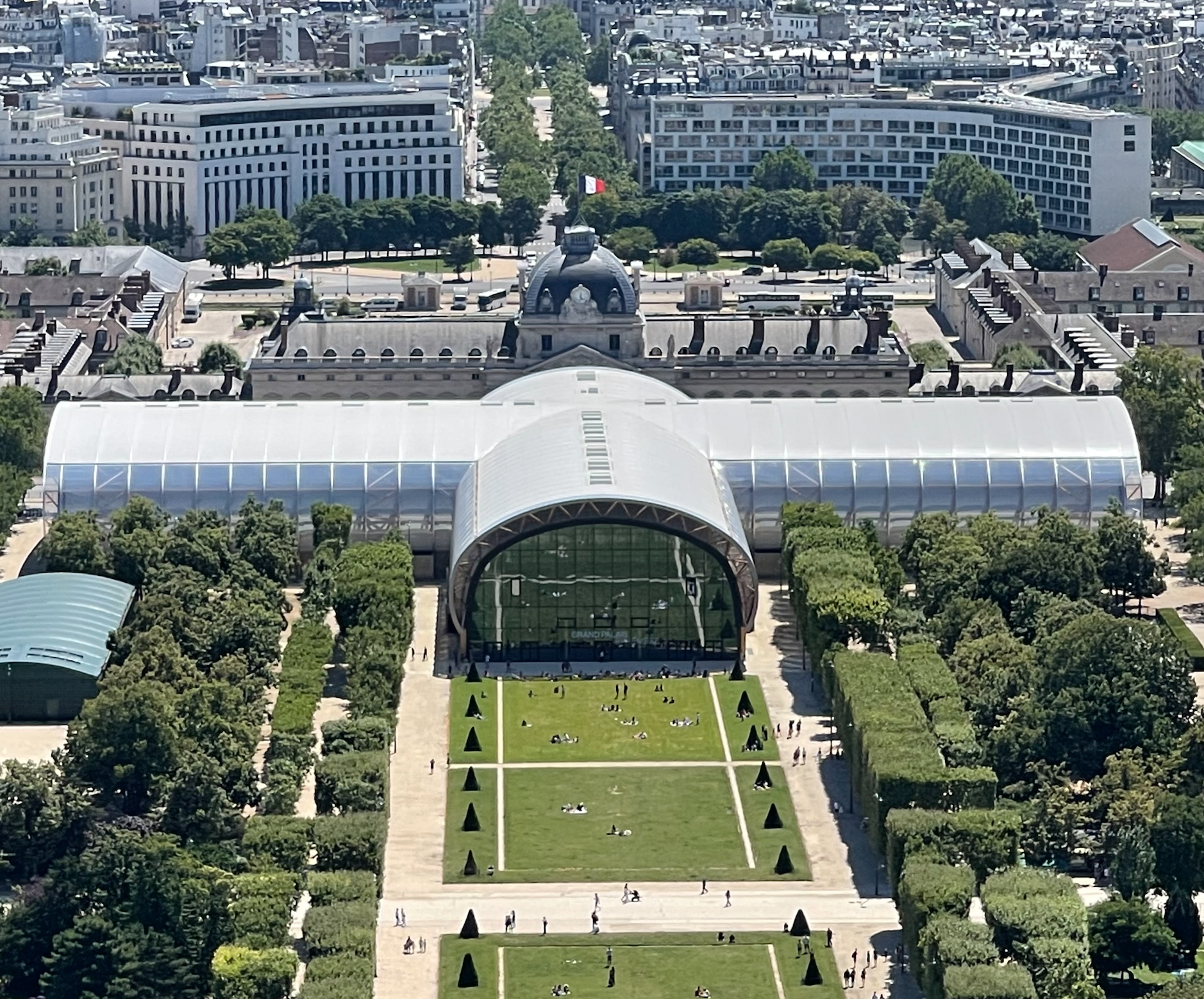
Blick vom Eiffelturm auf das Grand Palais Éphémère mit der dahinterliegenden École Militaire, Aufnahme vom Juli 2021

Das Grand Palais Éphémère war eine temporäre Veranstaltungshalle auf dem Champ de Mars in Paris. Das Gebäude entstand 2021 nach Plänen des Architekten Jean-Michel Wilmotte durch den Veranstaltungskonzern GL Events im Auftrag der Réunion des musées nationaux et du Grand Palais des Champs-Élysées und des Organisationskomitees der Olympischen Sommerspiele 2024. Das Gebäude diente zunächst als Ersatz für den wegen Renovierungsarbeiten geschlossenen Grand Palais und war unter der Bezeichnung Arena Champ-de-Mars ein Austragungsort der Olympischen Spiele in Paris. Im Februar 2025 begann die Demontage des Gebäudes, die im Frühjahr des Jahres abgeschlossen wurde.

## Lage

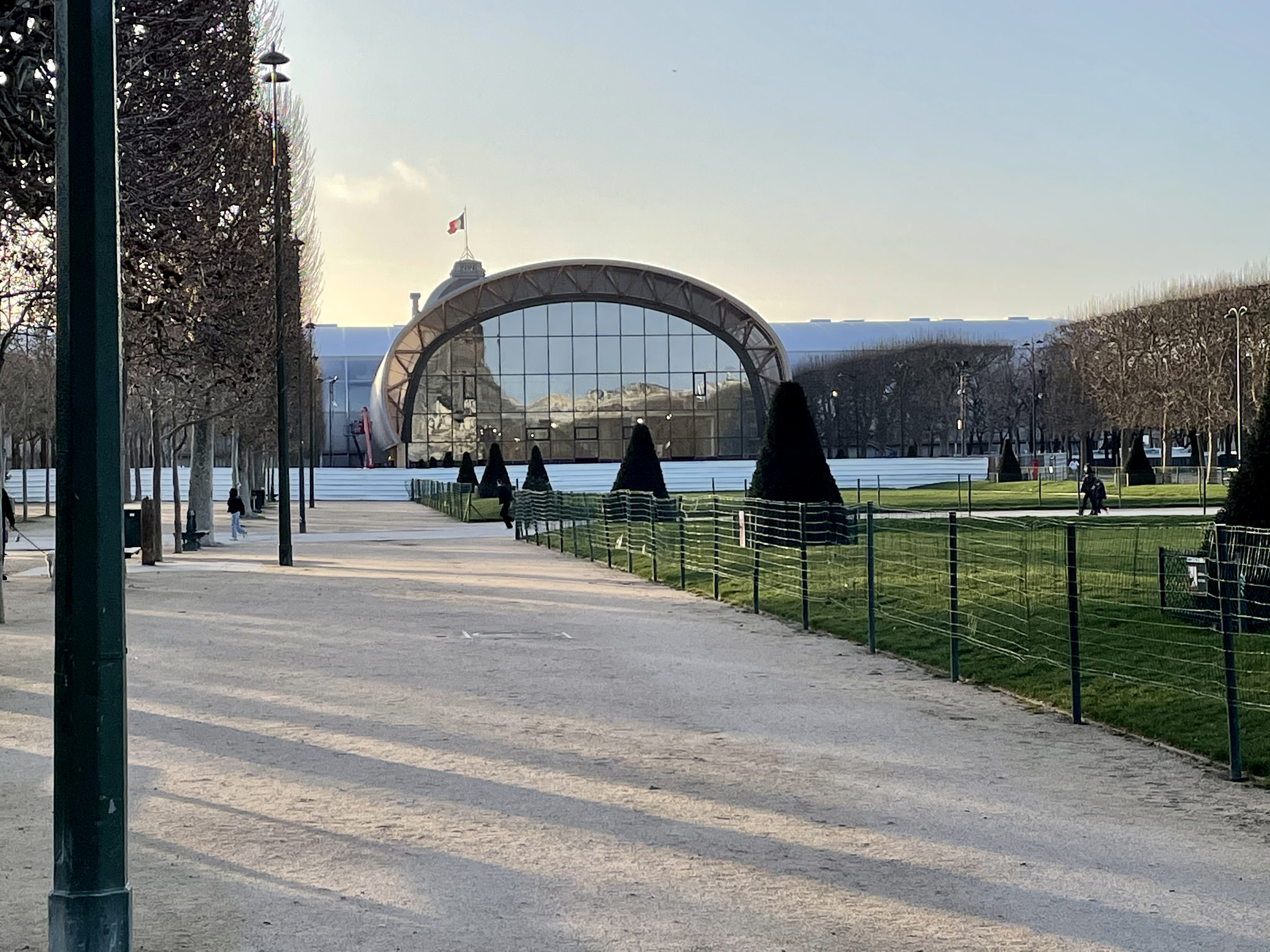
Blick vom Champ de Mars auf den Grand Palais Éphémère

Das Grand Palais Éphémère befand sich am südöstlichen Ende des Champ de Mars; die andere Seite der Parkanlage wird vom Eiffelturm begrenzt. Das kreuzförmige Gebäude der Veranstaltungshalle verlief mit der längeren Seite – durch die Fahrbahn des Place Joffre getrennt – parallel zur École Militaire. In die Eingangshalle des Grand Palais Éphémère an der Place Joffre wurde das am Rand des Champ de Mars stehende Denkmal für den Marschall Joseph Joffre integriert. Der in die Parkanlage hineinragende kürzere Gebäudeflügel wurde von den Wegen der Avenue Anatole France und der Avenue Pierre Loti begrenzt. Während der Olympischen Spiele 2024 fanden auf dem Champ de Mars zwischen dem Grand Palais Éphémère und dem Eiffelturm im ebenfalls temporären Freiluftstadion Stade Tour Eiffel weitere Wettbewerbe statt. Nächstgelegene Metrostation ist der Bahnhof École Militaire.

## Geschichte

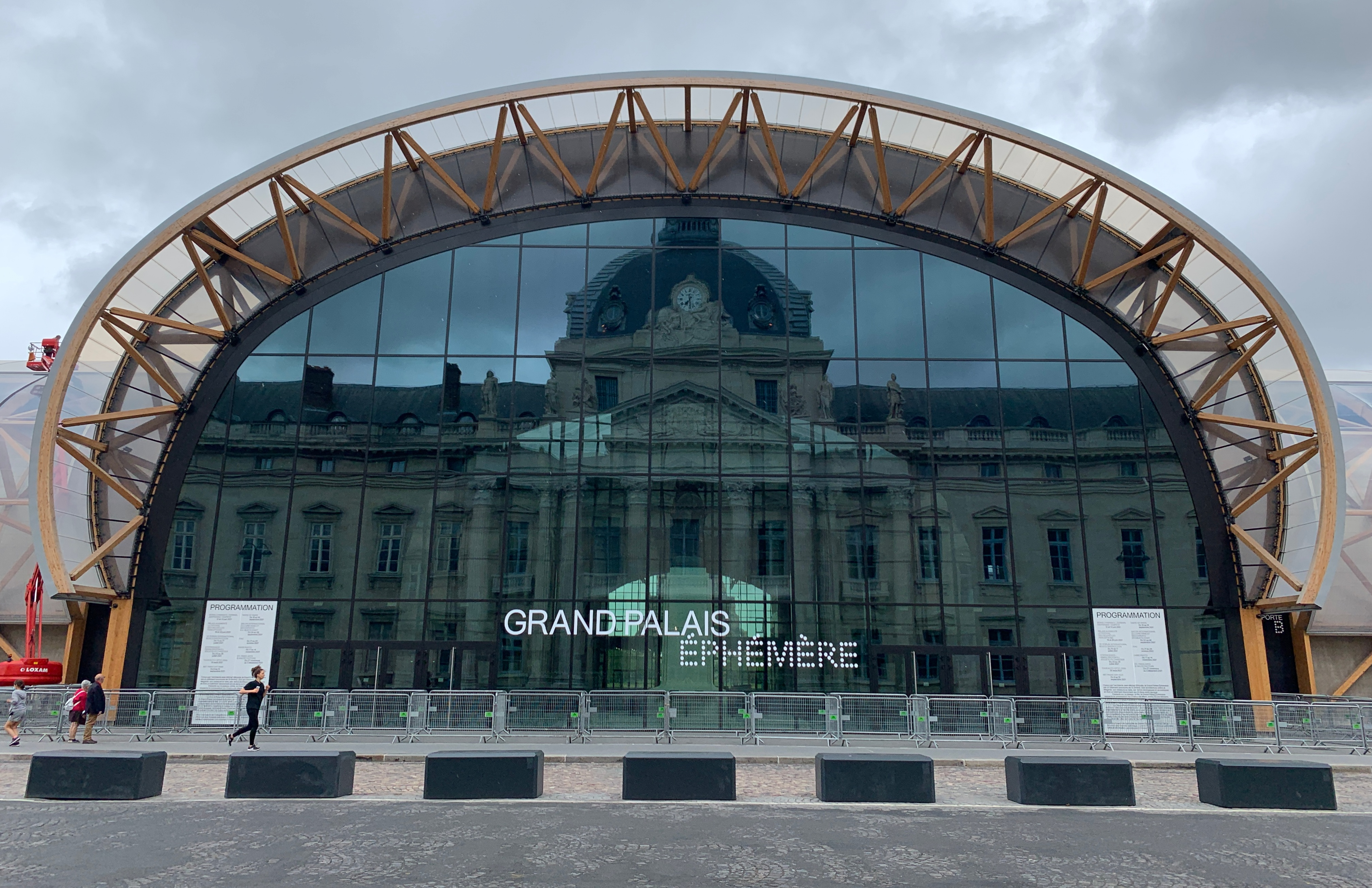
Eingangsfassade des Grand Palais Éphémère mit Spiegelung der École Militaire

Die Errichtung des Grand Palais Éphémère stand im Zusammenhang mit den Olympischen Spielen in Paris 2024. Einer der dafür vorgesehenen Austragungsorte war der zur Weltausstellung 1900 errichtete Grand Palais nahe der Avenue des Champs Élysées. Das Gebäude war seit März 2021 geschlossen und wurde über mehrere Jahre instand gesetzt und modernisiert, bevor es als olympische Sportstätte genutzt werden konnte. Um die bisher dort regelmäßig stattfindenden Veranstaltungen auch weiterhin in der Pariser Innenstadt zu ermöglichen, wurde am Rand des Champ de Mars das Grand Palais Éphémère als passendes Ausgleichsquartier errichtet. Diese neue Halle war von Beginn an als temporäres Gebäude geplant, wobei der Begriff éphémère etwa so viel wie kurzlebig bedeutet. Das Grand Palais Éphémère war darüber hinaus als weiterer Austragungsort für die Olympischen Spiele 2024 vorgesehen und wurde in diesem Zusammenhang auch als Arena Champ-de-Mars bezeichnet.
Die beiden Auftraggeber des Grand Palais Éphémère waren die staatlichen französischen Museen Réunion des musées nationaux et du Grand Palais des Champs-Élysées und das Organisationskomitees der Olympischen Sommerspiele 2024. Nach einer entsprechenden Ausschreibung vergaben beide Partner den Bau, den technischen Betrieb und den späteren Rückbau des Gebäudes an das Veranstaltungsunternehmen GL Events. Der von dem Architekten Jean-Michel Wilmotte entworfene Bau wurde am 12. Juni 2021 eröffnet. Das Gesamtbudget von 40 Millionen Euro sollte durch Mieteinnahmen des Grand Palais Éphémère sowie durch Zahlungen des Organisationskomitees der Olympischen Spiele refinanziert werden. Der Bau des Grand Palais Éphémère löste im Vorfeld nicht nur Begeisterung aus. So bemängelte Bernard Seydoux, Präsident der Amis et usagers du Champ de Mars (Vereinigung der Freunde und Nutzer des Champ de Mars) die teilweise Privatisierung einer öffentlichen Grünanlage, von der es in Paris ohnehin nur sehr wenige gebe.
Zeitnah nach den Olympischen Spielen 2024 war der Rückbau des Gebäudes und der Verkauf der Einzelteile sowie deren nachhaltige Wiederverwendung vorgesehen. Der Abbau begann im Februar 2025 und wurde wenige Wochen später abgeschlossen.

## Architektur

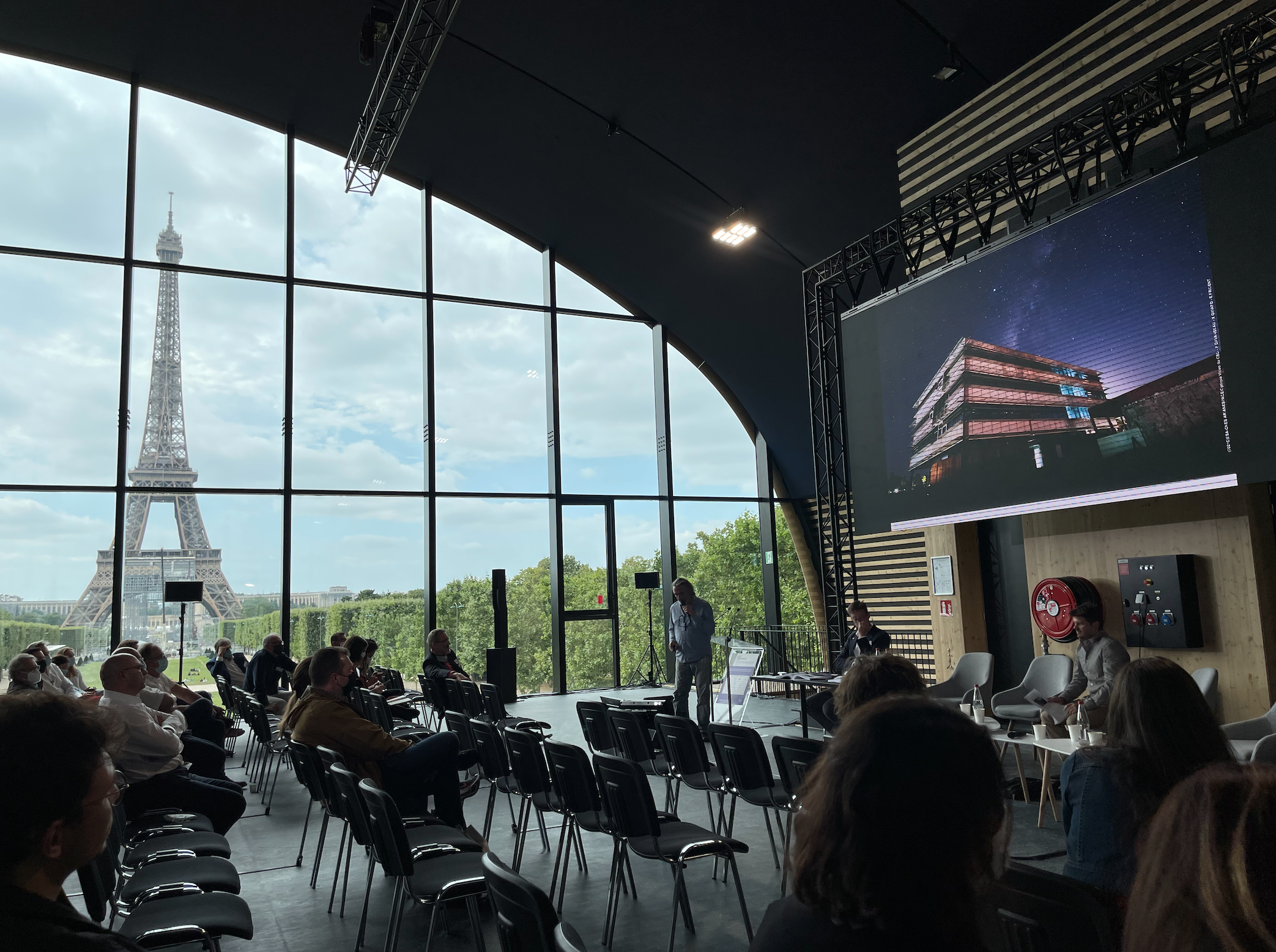
Innenansicht während der Tagung des Forum International Bois Construction 2021 mit Blick auf den Eiffelturm

Das von Jean-Michel Wilmotte entworfene Gebäude des Grand Palais Éphémère hatte eine Fläche von 10.000 m². Es war 145 Meter lang, 140 Meter breit und bis zu 20 Meter hoch. Es blieb damit deutlich niedriger als die gegenüberliegende Kuppel der École militaire, deren neoklassizistischer Giebel von Ange-Jacques Gabriel sich in der bogenförmigen Glasfassade des Eingangs an der Place Joffre spiegelte. Die beiden sich gegenüberliegenden bogenförmigen Eingänge in der Gebäudemitte erinnerten dabei an das Bogenmotiv im Sockelbereich des Eiffelturms am anderen Ende des Champ de Mars.
Das Grand Palais Éphémère bestand aus einer kreuzförmigen Skelettstruktur aus verleimtem Fichtenholz, die von einer lichtdurchlässigen ETFE-Membran umhüllt war. Die BSH-Träger wurden von einer Holztischlerei im elsässischen Muttersholtz vorgefertigt und später vor Ort in Paris montiert, um die Anwohner möglichst wenig durch Baulärm zu belästigen. Die ETFE-Hülle sollte neben der Wärmeisolierung auch zur Schalldämmung dienen.

## Veranstaltungen
Im Grand Palais Éphémère sollten vor allem die bisher regelmäßig im traditionsreichen Grand Palais ausgerichteten Veranstaltungen stattfinden. Hierzu gehören die Messe Paris Photo, das jährliche Reitturnier Saut Hermès, die halbjährlichen Modeschauen von Chanel im Rahmen der Paris Fashion Week sowie verschiedene Kunstausstellungen, Tagungen und Galadinners. Ab Oktober 2022 fand der bisherigen FIAC ein Ableger der Art Basel (Paris+ par artBasel) als jährliche Pariser Messe für moderne Kunst im Grand Palais Éphémère statt. Besondere Aufmerksamkeit erhielt das Grand Palais Éphémère am 12. Juli 2021, als der französische Präsident Emmanuel Macron von hier aus eine Rede an das Volk hielt und darin die aktuelle Lage zur COVID-19-Pandemie und die entsprechenden Maßnahmen der Regierung erläuterte. Vom 15. bis 17. Juli 2021 fand im Grand Palais Éphémère die zehnte Fachtagung des Forum International Bois Construction statt. Im September 2021 kamen 56.000 Besucher zur Kunstmesse Art Paris ins Grand Palais Éphémère. Es folgte vom 26. November bis 5. Dezember 2021 die Antiquitätenmesse La Biennale 2021. Daran schloss sich die dem Dichter Paul Celan gewidmete Ausstellung Pour Paul Celan mit Werken des in Frankreich lebenden deutschen Künstlers Anselm Kiefer an, die vom 16. Dezember 2021 bis 11. Januar 2022 gezeigt wurde. Der Kurator Chris Dercon konnte hierzu im Auftrag der Réunion des musées nationaux et du Grand Palais des Champs-Élysées 19 großformatige Werke im Atelier des Künstlers auswählen. Die Ausstellung kam auf Einladung von Präsident Emmanuel Macron zustande und bildete den kulturellen Auftakt zur Französischen EU-Ratspräsidentschaft 2022. Während der Olympischen Spiele 2024 fanden im Gebäude die Wettkämpfe in den Sportarten Ringen und Judo statt. Während der Sommer-Paralympics 2024 wurden die Spiele des paralympischen Rollstuhlrugbys in der Arena ausgetragen.